# Hrvatska poštanska banka
Hrvatska poštanska banka d.d. (oficjalny skrót HPB) – chorwacki bank uniwersalny z siedzibą w Zagrzebiu.
Został założony w 1991 roku przez spółkę państwową Hrvatska pošta i telekomunikacije (HPT). W 2001 roku jego bezpośrednim większościowym akcjonariuszem został skarb państwa. W ramach grupy HPB ego zależnymi instytucjami finansowymi są: HPB Invest d.o.o., HPB Nekretnine d.o.o. i HPB Stambena štedionica d.d.